# ISUフィギュアスケート世界ランキング
ISUフィギュアスケート世界ランキング(ISU World Standings/Ranking for Single & Pair Skating and Ice Dancing)は、国際スケート連盟が発表するフィギュアスケートの世界ランキングのことをいう。国際スケート連盟理事会が認定するフィギュアスケートの世界ランキングには、ISU世界ランキング(ISU World Standings)と、ISUシーズン世界ランキング（ISU Season's World Ranking）の二つがある。各大会における配点の見直しは何度かあるが、算出方法自体には変更がない。またここではISUシーズンベストスコア(ISU Season Best Scores Statistics)についても記述する。

## ISU世界ランキング
ISU世界ランキング(ISU World Standings)は、過去の複数の大会の成績を総合して算出される。2003-2004シーズンより運用される。順位による獲得ポイントの合計により算出されるが、大会カテゴリー及び出場したシーズンによって、対応するポイント数が異なる。
グランプリシリーズ及びISUイベント大会の派遣選手の選択基準としてISU理事会に考慮される場合がある。2012/2013年のグランプリシリーズの派遣基準では、シード選手、カムバックシード選手、招待選手、リターン選手で枠が埋まらなかった場合は、世界ランキングおよびシーズンベストスコア上位24名に出場権が成績順に1枠ずつ与えられる。
また、国際スケート連盟主催大会でショートプログラムの滑走順に影響を与える。グランプリシリーズでは滑走順（低い順に滑走）、ISU選手権ではグループ分けに使用される。
ランキングは対象となる大会終了後に随時更新される。そのため、ランキングが発表されたシーズンの世界選手権が終了するまでのランキングは未開催の競技会に出場予定の選手にとっては不利なものとなっており、全選手の実力を十分に反映したランキングとは言い難い。純粋にランキングで選手の実力を比較するためには、最新の世界選手権終了後から翌シーズンの大会開催前のランキングが最も効果的である。

## ISUシーズン世界ランキング
ISUシーズン世界ランキング(ISU Season's World Ranking)は、ランキング発表時のシーズンにおける、選手達の現在の実際の競争力の示すためのランキングである。2010-2011シーズンより運用されている。最新シーズンに各選手がどれだけ世界ランキングポイントを獲得したかで表す。世界ランキングボーナス制度に利用される。現在、このランキングは各大会終了後に順次更新されている。シーズン世界ランキングは、ISU世界ランキングに従属する世界ランキングであるが、過去のシーズンに大会に参加できなかった選手を守るためのものではないという点で異なる。世界ランキングと同様にグランプリシリーズ及びISUイベントの派遣基準としても使される。

## 目的
国際スケート連盟はISUフィギュアスケート世界ランキングの目的を次のように述べている。
1. 特定のシーズンにおける全フィギュアスケート選手の公平で客観的な順位を世界やメディアに対し広く示すこと。
2. 国際スケート連盟の大会のエントリー資格や選抜プロセスの客観性を保証すると同時に、エントリー資格のない選手への説明責任を果たすこと。
3. 選手達に競争を促すこと。

## ISU世界ランキングの算出方法
ISU世界ランキングは、ランキング発表時のシーズンと過去2シーズンの成績をポイント化し、そのポイント合計で算出される。
大会種別および順位によって、大会毎の獲得ポイントは異なる。大会種別の同じ試合では、順位が1つ下がるごとに獲得ポイントが10%ずつ減少する。最新2シーズン分の各大会の獲得ポイントは100%で算出されるが、一番古いシーズンの各大会の獲得ポイントは本来の70%で算出される。算出された各大会の獲得ポイントは大会のカテゴリー別およびポイントが高い順に取捨選択され、ランキングに反映される。

### シーズン
ランキングの対象となるのは、ランキング発表時のシーズンとそれに連続する過去2シーズン分の成績である。また、ISU世界ランキングにおける1シーズンは、シーズン最終戦後から次のシーズンの最終戦までを1シーズンとして算出されている。つまり、シーズン最後のISU主催大会(2012-2013シーズンでは世界フィギュアスケート国別対抗戦)終了後は、新シーズンに移行したとものして新しい世界ランキングが発表される。

## ランキングポイントが獲得できる大会
ランキングの対象となる大会は、大きく分けて3つのカテゴリーに分類される。ISUチャンピオンシップとオリンピック、ISUグランプリ大会、そして一定の条件を満たすISU公認のシニア国際大会の3つである。
これらの大会の成績上位者は、成績によってポイントが付与される。順位が下がるごとにポイントは10%ずつ下がっていく。開催シーズン、大会のカテゴリーと参加クラスよってポイントの比重が異なる。ランキングに採用される3シーズンの成績のうち、最も古いシリーズでの成績は本来与えられているポイントの70%分しか付与されない。
そして、同一カテゴリーの大会の獲得ポイントのうち、シーズンごとに数値が大きい順に1つまたは2つが選択されてランキング表に記載される。そのうち実際のランキングに反映されるのは、各カテゴリ2または4大会分の成績のみである。また、該当する大会に未出場、予選敗退、途中棄権、またはポイントが与えられないほど下位だった場合（グランプリ大会の8位以下など）は0ポイントと記載される。

### 大会の分類

#### ISUチャンピオンシップおよびオリンピック
このカテゴリーの大会で成績のうち、最も高い獲得ポイントがシーズンごとにランキング表に記載される。そのうち、実際のランキングに反映されるのは、最もポイントが高い3大会分の成績である。このカテゴリーに分類される大会は以下の通りである。
- 世界フィギュアスケート選手権、冬季オリンピック（個人戦）
- 大陸別選手権（ヨーロッパフィギュアスケート選手権、四大陸フィギュアスケート選手権）
- 世界ジュニアフィギュアスケート選手権

#### ISUグランプリシリーズ
このカテゴリーの大会で成績のうち、最も高い獲得ポイントのうち二つがシーズンごとにランキングに記載される。そのうち、実際のランキングに反映されるのは、最もポイントが高い6大会分の成績である。このカテゴリーに分類される大会は以下の通りである。
- ISUグランプリシリーズの六大会（エリック・ボンパール杯、ロシア杯、中国杯、NHK杯、スケートアメリカ、スケートカナダ）と最終戦のISUグランプリファイナル
- ISUジュニアグランプリシリーズの7大会と最終戦のISUジュニアグランプリファイナル

#### 要件を満たすシニア国際大会

##### 2014-2015シーズン以前
このカテゴリーに分類される国際大会は、国際スケート連盟の年間カレンダーに掲載された国際大会(カレンダーコンペティション)のうち、一定の要件を満たすものである。このカテゴリーの大会における成績のうち、最も高い獲得ポイントのうち二つがシーズンごとにランキングに記載される。そのうち、実際のランキングに反映されるのは、最もポイントが高い6大会分の成績である。これらの大会は、オリンピック最終予選会として国際スケート連盟が開催する場合を除いて、ISUのイベントカレンダーに載せられながら直前でキャンセルされることもある。また他の二つのカテゴリーの大会に比べるとランキングに反映されるポイント数は小さい。
過去に要件を満たし、このカテゴリーに分類された大会は、 ネーベルホルン杯、カールシェーファーメモリアル、フィンランディア杯、NRW杯、オンドレイネペラメモリアル、ニース杯、ゴールデンスピン、メラーノ杯、クリスタルスケート、パベルロマンメモリアル、エイゴンチャレンジ杯、トリグラフトロフィー、ウィンターゲームズニュージーランド、イスタンブール杯、USインターナショナルクラシック、デンコヴァ・スタビスキー杯などがある。なお、以前はヨーロッパでの開催が殆どであったが、最近になってヨーロッパ以外での開催も増えてきている。ヨーロッパ以外での開催で認定要件を満たした大会は、2009年のウィンターゲームズニュージーランドや、2011年のイスタンブール杯、2012年USシニアインターナショナルなどがある。

##### 認定要件
ランキングポイントを得るためには、以下の要件を満たす大会である必要がある。
- シニアである
- 技術専門審判が3人とも異なる国から選出されていること。
- 男女シングルは4カ国8人以上参加していること、ペアは3カ国5組以上、アイスダンスは4カ国6組以上が出場していること。なおショートプログラム終了後の棄権は参加とみなされている。
- アジア大会など一部地域加盟国に限定するものや、大学生に限定するユニバーシアードなど、特殊なグループに限定された大会ではないこと。

条件は種目単位で判断される。同じ大会でも一部種目のみがこのカテゴリーに該当することもある。

##### 参加意義
他のカテゴリーと異なり参加に対して国際スケート連盟が出場資格を問うISU主催大会ではない。ただし、ISU主催のオリンピック予選を除く。このカテゴリーの大会は、他のカテゴリーと比べて世界ランキングにおける点数配分は少なく、ランキングに与える影響は大きいとは言えない。ランキングの最上位になるために参加が必須となる大会ではなく、以前は開催地が古くから国際大会が多く開かれていたヨーロッパに限られていたため、欧州の一部の選手を除いて有力選手が出場しないケースが多かった。しかし現在では、ISUチャンピオンシップに出られなかったりグランプリシリーズで十分なポイントを得られなかった場合や、怪我からの復帰や休養明け、シーズン前や大きな大会前の調整のために世界中の有力選手が参加する例が増えている。

##### ランキングに与える影響の大きさ
このカテゴリーの大会参加のみで、ISUグランプリシリーズの出場枠を得る可能性は非常に低い。このカテゴリで得られるポイントは最大で1000であり、他のカテゴリーの大会に出場できない場合にはシングルとアイスダンスで40から50位、ペアで28位あたりにしかならない。つまり、このカテゴリーの大会の出場成績のみで、世界ランキングによって出場枠を得る可能性は非常に低い。また基本的に国際スケート連盟主催競技会ではなく、そのためスコアもオリンピック予選会である場合を除いて国際スケート連盟に公式認定されない。従ってシーズンベストスコアの上位24名に与えられるISUグランプリシリーズの出場枠もあまりない。
しかし、少なくとももう一つのカテゴリーの大会と合わせて出場した場合、成績によっては最上位にランキングされることは理論上可能である。実際にグランプリシリーズや大陸選手権での成績がトップ選手より低く、選手権メダリストでもない選手が、このカテゴリーで得たポイント分で他選手をリードして最上位になったこともある。また最近では、世界選手権メダリストクラスの有力選手が多く出場しはじめており、ランキングに与える影響も徐々に増してきている。

##### 2014-2015シーズン以降
2014-2015シーズンに、多くの選手とジャッジに、国際レベルの試合の経験と世界ランキングのポイントを得られる機会を与えるために、国際スケート連盟（ISU）が承認するISUチャレンジャーシリーズが設立された。以降ISUチャレンジャーシリーズと要件をみたすカレンダーコンペティションが対象となった。

### 獲得ポイント
大会区分と順位によって獲得できるポイント数が異なる。基本的見直しがされるのはポイントの配分方法である。現在の基準では、ポイントは順位がひとつ下がる毎に10％ずつ減少する。大会および順位に対応するポイント数は次の表の通りである。なお、2シーズン前のものには下記ポイントに0.7を掛ける。
| 順位 | - ISUチャンピオンシップ - オリンピック | - ISUチャンピオンシップ - オリンピック | - ISUチャンピオンシップ - オリンピック | ISUグランプリシリーズ | ISUグランプリシリーズ | ISUグランプリシリーズ | ISUグランプリシリーズ | 国際大会 |
| 順位 | - 世選 - 五輪                          | - 欧州 - 四大陸                        | 世界Jr.                                | GPF                   | GPS                   | JGPF                  | JGPS                  | 国際大会 |
| ---- | -------------------------------------- | -------------------------------------- | -------------------------------------- | --------------------- | --------------------- | --------------------- | --------------------- | -------- |
| 1位  | 1200                                   | 840                                    | 500                                    | 800                   | 400                   | 350                   | 250                   | 250      |
| 2位  | 1080                                   | 756                                    | 450                                    | 720                   | 360                   | 315                   | 225                   | 225      |
| 3位  | 972                                    | 680                                    | 405                                    | 648                   | 324                   | 284                   | 203                   | 203      |
| 4位  | 875                                    | 612                                    | 365                                    | 583                   | 292                   | 255                   | 182                   | 182      |
| 5位  | 787                                    | 551                                    | 328                                    | 525                   | 262                   | 230                   | 164                   | 164      |
| 6位  | 709                                    | 496                                    | 295                                    | 472                   | 236                   | 207                   | 148                   |          |
| 7位  | 638                                    | 446                                    | 266                                    |                       | 213                   | 133                   | 133                   |          |
| 8位  | 574                                    | 402                                    | 239                                    |                       | 191                   | 120                   | 120                   |          |
| 9位  | 517                                    | 362                                    | 215                                    |                       |                       |                       | 108                   |          |
| 10位 | 465                                    | 325                                    | 194                                    |                       |                       |                       | 97                    |          |
| 11位 | 418                                    | 293                                    | 174                                    |                       |                       |                       |                       |          |
| 12位 | 377                                    | 264                                    | 157                                    |                       |                       |                       |                       |          |
| 13位 | 339                                    | 237                                    | 141                                    |                       |                       |                       |                       |          |
| 14位 | 305                                    | 214                                    | 127                                    |                       |                       |                       |                       |          |
| 15位 | 275                                    | 192                                    | 114                                    |                       |                       |                       |                       |          |
| 16位 | 247                                    | 173                                    | 103                                    |                       |                       |                       |                       |          |
| 17位 | 222                                    | 156                                    | 93                                     |                       |                       |                       |                       |          |
| 18位 | 200                                    | 140                                    | 83                                     |                       |                       |                       |                       |          |
| 19位 | 180                                    | 126                                    | 75                                     |                       |                       |                       |                       |          |
| 20位 | 162                                    | 113                                    | 68                                     |                       |                       |                       |                       |          |
| 21位 | 146                                    | 102                                    | 61                                     |                       |                       |                       |                       |          |
| 22位 | 131                                    | 92                                     | 55                                     |                       |                       |                       |                       |          |
| 23位 | 118                                    | 83                                     | 49                                     |                       |                       |                       |                       |          |
| 24位 | 106                                    | 74                                     | 44                                     |                       |                       |                       |                       |          |
| 合計 | 11,043                                 | 7,729                                  | 4,601                                  | 3,748                 | 2,278                 | 1,994                 | 1,630                 | 1,024    |

#### 配点の見直し
近年では2007年8月、2010年7月に配点の分配基準が見直されているが、算出方法自体には変更がない。

##### 2010年7月の変更
2010年7月に変更が加えられたのは以下の点である。
- 世界ジュニアフィギュアスケート選手権の成績に応じたポイントを最大715から500に引き下げた。
- ISUジュニアグランプリファイナルの成績に応じたポイントを最大600から350に引き下げた。
- 世界フィギュアスケート選手権、オリンピックフィギュアスケート競技、ヨーロッパフィギュアスケート選手権、四大陸フィギュアスケート選手権、世界ジュニアフィギュアスケート選手権においては、フリースケーティング または フリーダンスに進出することをポイント獲得の条件とした。

##### 2007年8月の変更
2007年8月に変更が加えられたのは以下の点である。
- 各大会の2位以下に与えられるポイントを、順位が下がるの応じて25～50ポイント刻みで減らしていたものを一定割合（10%）での減少に変更した。
- 対象となるシニア国際大会の1大会の成績に応じたポイントを最大150から250に引き上げ、あらたに4位と5位にもポイントが与えられるようにした。
- ランキングポイントが与えられる大会には、技術専門審判が3人とも異なる国から選出されていなければならないという条項の追加。

#### ランキングに反映されるポイントの選択方法
1. ISUチャンピオンシップと冬季オリンピックの大会カテゴリの獲得ポイントのうち、ランキング表に記載されるのは1シーズンにつき1大会分のみである。ポイントが一番大きかったものが採用される。実際にランキングに反映されるのはこのうち、最も成績のよかった2大会分のみである。
2. グランプリ大会及び要件を満たす一部の国際大会の大会カテゴリでの獲得ポイントのうち、ランキング表に記載されるのは、各カテゴリごとに1シーズンにつき2大会分である。一番目と二番目に大きかったポイントが採用される。実際にランキングに反映されるのは、各カテゴリごとに最も成績のよかった４大会分である。

なお、ペア・アイスダンスでパートナーが変わった場合には以前のパートナーとで稼いだポイントは引き継がれない。

#### 上位ランクインの条件
ISUフィギュアスケート世界ランキングでより上位に格付けされるには、各カテゴリーの大会でよい成績を残す必要がある。仮に、ISUチャンピオンシップおよびオリンピックのカテゴリの大会にのみに出場し優勝を重ねたした選手やグランプリ大会にのみに出場して優勝を重ねた選手がいた場合、どちらもランキングポイントは最大2400であり、およそ12位前後にしか相当しない。つまり最低でも、二つ以上のカテゴリの大会に出場し、よい成績を残すことが最上位にランクインされるための絶対条件である。
しかし、ISUチャンピオンシップおよびオリンピックカテゴリの大会の出場枠はそれぞれの国(地域)のスケート連盟に対して最大3までしか与えられない。このことから、有力選手を多くかかえる強豪国や出場枠が少ない国の選手がこのカテゴリの大会に出場できなかった場合は、所属連盟によって一部の選手がISUランキングにおいて実力より低めに格付けされる可能性がある。

#### 欠場のランキングへの影響
毎シーズンの世界フィギュアスケート選手権の開催前までは、3シーズンのうち1シーズンの出場がなくとも大きく格付けは下がらない。これは獲得ポイントの全てがランキングに反映されるわけではないからである。ただし、シーズン最終戦後から翌シーズン大会の開始前までは、最新シーズンの成績が全て0として計算されているため、過去に1シーズンの欠場があるとフル出場をした場合よりも大幅にランキングが下がる。

## ランキング結果の運用

### 出場資格
ISUフィギュアスケート世界ランキングは、一部のISU公式戦の出場資格を問う基準として利用される場合がある。

#### グランプリシリーズ
2006-2007シーズン以降は24位以内にランクされることが翌シーズンのISUグランプリシリーズに優先して招待される条件のひとつになっている。なおこの規定は、2005-2006シーズン以前は36位以内だった。

#### ISUフィギュアスケート国別対抗戦
世界フィギュアスケート国別対抗戦では、参加国の出場資格にランキングポイントの一部が利用される。

### ショートプログラム滑走順
1. グランプリシリーズのショートプログラムはランキングの低い順から滑走する。
2. ISUチャンピオンシップとオリンピックのショートプログラムはランキングの低い順から早い滑走グループに振り分けられる。

### 賞金の支給
シーズン終了時に、ISUフィギュアスケート世界ランキングのポイントのうち1シーズンでのみ獲得したポイントを比較し、上位3名に賞金が支給される。国際スケート連盟はこの賞金のことを世界ランキングボーナス(ISU World Standing Bonus)と呼んでいる。賞金額は世界選手権上位3名の賞金と同じであり、グランプリファイナルのそれの約2倍である。この制度は2006-2007年シーズンに開始された
1. 1. 男女シングル:1位US$45,000、2位US$27,000、3位US$18,000
  2. アイスダンス及びペア:1位US$67500、2位US$40,500、3位US$27,000
2. 世界フィギュアスケート国別対抗戦の出場国選考に、ISUフィギュアスケート世界ランキングのポイント対応表の一部が用いられている。

## シーズンベストスコア
ISUシーズンベストスコア(ISU Season Best Scores Statistics)は、ISUが発表している、各選手のシーズンパーソナルベストスコアの統計である。

## 歴代世界ランキング

### 男子シングル
| シーズン | 1位                      | 1位      | 2位                      | 2位      | 3位                          | 3位      |
| シーズン | 選手名                   | ポイント | 選手名                   | ポイント | 選手名                       | ポイント |
| -------- | ------------------------ | -------- | ------------------------ | -------- | ---------------------------- | -------- |
| 2001–02  | エフゲニー・プルシェンコ | 4175     | アレクセイ・ヤグディン   | 4021     | ティモシー・ゲーブル         | 3709     |
| 2002–03  | エフゲニー・プルシェンコ | 4110     | ティモシー・ゲーブル     | 3598     | アレクセイ・ヤグディン       | 3464     |
| 2003–04  | エフゲニー・プルシェンコ | 4875     | ブライアン・ジュベール   | 3900     | マイケル・ワイス             | 3775     |
| 2004–05  | エフゲニー・プルシェンコ | 4550     | ブライアン・ジュベール   | 3965     | エマニュエル・サンデュ       | 3925     |
| 2005–06  | ジェフリー・バトル       | 4550     | エフゲニー・プルシェンコ | 4165     | エマニュエル・サンデュ       | 4110     |
| 2006–07  | 髙橋大輔                 | 4505     | ブライアン・ジュベール   | 4345     | 織田信成                     | 4200     |
| 2007–08  | 髙橋大輔                 | 4249     | ブライアン・ジュベール   | 4132     | ステファン・ランビエール     | 3932     |
| 2008–09  | トマシュ・ベルネル       | 4092     | ブライアン・ジュベール   | 3704     | ケビン・ヴァン・デル・ペレン | 3589     |
| 2009–10  | エヴァン・ライサチェク   | 4378     | トマシュ・ベルネル       | 4048     | パトリック・チャン           | 3733     |
| 2010–11  | 髙橋大輔                 | 4158     | パトリック・チャン       | 4128     | 織田信成                     | 3897     |
| 2011–12  | パトリック・チャン       | 4800     | 髙橋大輔                 | 4198     | ミハル・ブジェジナ           | 3729     |
| 2012–13  | パトリック・チャン       | 4808     | 羽生結弦                 | 4450     | 髙橋大輔                     | 4117     |
| 2013–14  | 羽生結弦                 | 5078     | パトリック・チャン       | 4608     | 町田樹                       | 4147     |
| 2014–15  | 羽生結弦                 | 5169     | ハビエル・フェルナンデス | 4166     | デニス・テン                 | 3992     |
| 2015–16  | 羽生結弦                 | 5145     | ハビエル・フェルナンデス | 4640     | デニス・テン                 | 3764     |
| 2016–17  | 羽生結弦                 | 5390     | 宇野昌磨                 | 4487     | ハビエル・フェルナンデス     | 4282     |
| 2017–18  | 羽生結弦                 | 5265     | 宇野昌磨                 | 5121     | ネイサン・チェン             | 4920     |
| 2018–19  | ネイサン・チェン         | 5414     | 宇野昌磨                 | 5059     | 羽生結弦                     | 4780     |
| 2019–20  | ネイサン・チェン         | 4810     | 羽生結弦                 | 4629     | 宇野昌磨                     | 4607     |
| 2020–21  | ネイサン・チェン         | 4080     | 羽生結弦                 | 4002     | 宇野昌磨                     | 3515     |
| 2021–22  | ネイサン・チェン         | 3964     | 鍵山優真                 | 3564     | 宇野昌磨                     | 3558     |
| 2022–23  | 宇野昌磨                 | 4360     | イリア・マリニン         | 3830     | チャ・ジュンファン           | 3724     |

### 女子シングル
| シーズン | 1位                            | 1位      | 2位                            | 2位      | 3位                            | 3位      |
| シーズン | 選手名                         | ポイント | 選手名                         | ポイント | 選手名                         | ポイント |
| -------- | ------------------------------ | -------- | ------------------------------ | -------- | ------------------------------ | -------- |
| 2001–02  | イリーナ・スルツカヤ           | 3989     | サラ・ヒューズ                 | 3748     | ミシェル・クワン               | 3725     |
| 2002–03  | ミシェル・クワン               | 3780     | イリーナ・スルツカヤ           | 3439     | サーシャ・コーエン             | 3436     |
| 2003–04  | サーシャ・コーエン             | 4655     | 荒川静香 村主章枝              | 4125     | [ 9 ]                          |          |
| 2004–05  | 荒川静香                       | 4305     | サーシャ・コーエン             | 4290     | イリーナ・スルツカヤ           | 3987     |
| 2005–06  | イリーナ・スルツカヤ           | 4650     | 荒川静香                       | 4030     | 安藤美姫                       | 3780     |
| 2006–07  | 浅田真央                       | 4205     | 金妍兒                         | 4000     | 中野友加里                     | 3975     |
| 2007–08  | 浅田真央                       | 4680     | 金妍兒                         | 4364     | カロリーナ・コストナー         | 3735     |
| 2008–09  | 金妍兒                         | 4652     | カロリーナ・コストナー         | 4635     | 浅田真央                       | 4499     |
| 2009–10  | 金妍兒                         | 4880     | カロリーナ・コストナー         | 4195     | 浅田真央                       | 4139     |
| 2010–11  | カロリーナ・コストナー         | 4341     | 金妍兒                         | 4264     | 安藤美姫                       | 4120     |
| 2011–12  | カロリーナ・コストナー         | 5167     | 鈴木明子                       | 4333     | アリョーナ・レオノワ           | 4245     |
| 2012–13  | カロリーナ・コストナー         | 5189     | 鈴木明子                       | 4254     | 浅田真央                       | 3688     |
| 2013–14  | 浅田真央                       | 4572     | カロリーナ・コストナー         | 4251     | ユリア・リプニツカヤ           | 3834     |
| 2014–15  | エリザベータ・トゥクタミシェワ | 4542     | 浅田真央                       | 3920     | ユリア・リプニツカヤ           | 3825     |
| 2015–16  | 宮原知子                       | 4638     | エリザベータ・トゥクタミシェワ | 4222     | エレーナ・ラジオノワ           | 4079     |
| 2016–17  | エフゲニア・メドベージェワ     | 5100     | 宮原知子                       | 4606     | アンナ・ポゴリラヤ             | 4289     |
| 2017–18  | ケイトリン・オズモンド         | 5081     | エフゲニア・メドベージェワ     | 4950     | 宮原知子                       | 4219     |
| 2018–19  | アリーナ・ザギトワ             | 5320     | 宮原知子                       | 4342     | エフゲニア・メドベージェワ     | 4306     |
| 2019–20  | 紀平梨花                       | 4958     | アリーナ・ザギトワ             | 4702     | 宮原知子                       | 4089     |
| 2020–21  | 紀平梨花                       | 4196     | アンナ・シェルバコワ           | 3726     | エリザベータ・トゥクタミシェワ | 3452     |
| 2021–22  | アンナ・シェルバコワ           | 4419     | アレクサンドラ・トゥルソワ     | 3646     | 坂本花織                       | 3423     |
| 2022–23  | 坂本花織                       | 4762     | ルナ・ヘンドリックス           | 4205     | 三原舞依                       | 3886     |

### ペア
| シーズン | 1位                                                | 1位      | 2位                                                  | 2位      | 3位                                                  | 3位      |
| シーズン | 選手名                                             | ポイント | 選手名                                               | ポイント | 選手名                                               | ポイント |
| -------- | -------------------------------------------------- | -------- | ---------------------------------------------------- | -------- | ---------------------------------------------------- | -------- |
| 2001–02  | エレーナ・ベレズナヤ/ アントン・シハルリドゼ       | 3729     | ジェイミー・サレー/ デヴィッド・ペルティエ           | 3723     | 申雪/ 趙宏博                                         | 3476     |
| 2002–03  | 申雪/ 趙宏博                                       | 3638     | タチアナ・トトミアニナ/ マキシム・マリニン           | 3495     | エレーナ・ベレズナヤ/ アントン・シハルリドゼ         | 3174     |
| 2003–04  | 申雪/ 趙宏博                                       | 4790     | タチアナ・トトミアニナ/ マキシム・マリニン           | 4700     | マリア・ペトロワ/ アレクセイ・ティホノフ             | 4370     |
| 2004–05  | マリア・ペトロワ/ アレクセイ・ティホノフ           | 4540     | 申雪/ 趙宏博                                         | 4515     | タチアナ・トトミアニナ/ マキシム・マリニン           | 4390     |
| 2005–06  | マリア・ペトロワ/ アレクセイ・ティホノフ           | 4540     | タチアナ・トトミアニナ/ マキシム・マリニン           | 4405     | 張丹/ 張昊                                           | 4400     |
| 2006–07  | 張丹/ 張昊                                         | 4675     | 申雪/ 趙宏博                                         | 4490     | アリオナ・サフチェンコ/ ロビン・ゾルコーヴィ         | 4485     |
| 2007–08  | アリオナ・サフチェンコ/ ロビン・ゾルコーヴィ       | 4971     | 張丹/ 張昊                                           | 4139     | 龐清/ 佟健                                           | 3658     |
| 2008–09  | アリオナ・サフチェンコ/ ロビン・ゾルコーヴィ       | 5252     | 張丹/ 張昊                                           | 4454     | 龐清/ 佟健                                           | 3963     |
| 2009–10  | アリオナ・サフチェンコ/ ロビン・ゾルコーヴィ       | 5211     | 龐清/ 佟健                                           | 4449     | 張丹/ 張昊                                           | 4016     |
| 2010–11  | アリオナ・サフチェンコ/ ロビン・ゾルコーヴィ       | 5007     | 龐清/ 佟健                                           | 4572     | 川口悠子/ アレクサンドル・スミルノフ                 | 3675     |
| 2011–12  | アリオナ・サフチェンコ/ ロビン・ゾルコーヴィ       | 5029     | タチアナ・ボロソジャル/ マキシム・トランコフ         | 4030     | 龐清/ 佟健                                           | 3751     |
| 2012–13  | タチアナ・ボロソジャル/ マキシム・トランコフ       | 5525     | アリオナ・サフチェンコ/ ロビン・ゾルコーヴィ         | 4690     | メーガン・デュハメル/ エリック・ラドフォード         | 3693     |
| 2013–14  | タチアナ・ボロソジャル/ マキシム・トランコフ       | 5674     | アリオナ・サフチェンコ/ ロビン・ゾルコーヴィ         | 4690     | カーステン・ムーア＝タワーズ/ ディラン・モスコビッチ | 3967     |
| 2014–15  | メーガン・デュハメル/ エリック・ラドフォード       | 4605     | タチアナ・ボロソジャル/ マキシム・トランコフ         | 4425     | クセニヤ・ストルボワ/ ヒョードル・クリモフ           | 4155     |
| 2015–16  | メーガン・デュハメル/ エリック・ラドフォード       | 5020     | クセニヤ・ストルボワ/ ヒョードル・クリモフ           | 4426     | 隋文静/ 韓聰                                         | 3928     |
| 2016–17  | メーガン・デュハメル/ エリック・ラドフォード       | 4878     | エフゲーニヤ・タラソワ/ ウラジミール・モロゾフ       | 4563     | クセニヤ・ストルボワ/ ヒョードル・クリモフ           | 3946     |
| 2017–18  | アリオナ・サフチェンコ/ ブリュノ・マッソ           | 5270     | エフゲーニヤ・タラソワ/ ウラジミール・モロゾフ       | 5117     | メーガン・デュハメル/ エリック・ラドフォード         | 4582     |
| 2018–19  | エフゲーニヤ・タラソワ/ ウラジミール・モロゾフ     | 5103     | ナタリア・ザビアコ/ アレクサンドル・エンベルト       | 4600     | ヴァネッサ・ジェームス/ モルガン・シプレ             | 4485     |
| 2019–20  | エフゲーニヤ・タラソワ/ ウラジミール・モロゾフ     | 4392     | 彭程/ 金楊                                           | 4284     | アレクサンドラ・ボイコワ/ ドミトリー・コズロフスキー | 4060     |
| 2020–21  | 彭程/ 金楊                                         | 3662     | アレクサンドラ・ボイコワ/ ドミトリー・コズロフスキー | 3585     | アナスタシヤ・ミーシナ/ アレクサンドル・ガリャモフ   | 3568     |
| 2021–22  | アナスタシヤ・ミーシナ/ アレクサンドル・ガリャモフ | 4391     | エフゲーニヤ・タラソワ/ ウラジミール・モロゾフ       | 3953     | 隋文静/ 韓聰                                         | 3920     |
| 2022–23  | アレクサ・クニエリム/ ブランドン・フレイジャー     | 4491     | 三浦璃来/ 木原龍一                                   | 4464     | レベッカ・ギラルディ/ フィリッポ・アンブロジーニ     | 3711     |

### アイスダンス
| シーズン | 1位                                                | 1位      | 2位                                                | 2位      | 3位                                              | 3位      |
| シーズン | 選手名                                             | ポイント | 選手名                                             | ポイント | 選手名                                           | ポイント |
| -------- | -------------------------------------------------- | -------- | -------------------------------------------------- | -------- | ------------------------------------------------ | -------- |
| 2001–02  | マリナ・アニシナ/ グウェンダル・ペーゼラ           | 3930     | バーバラ・フーザル＝ポリ/ マウリツィオ・マルガリオ | 3608     | シェイ＝リーン・ボーン/ ヴィクター・クラーツ     | 3426     |
| 2002–03  | イリーナ・ロバチェワ/ イリヤ・アベルブフ           | 3680     | シェイ＝リーン・ボーン/ ヴィクター・クラーツ       | 3436     | マリナ・アニシナ/ グウェンダル・ペーゼラ         | 3325     |
| 2003–04  | アルベナ・デンコヴァ/ マキシム・スタビスキー       | 4755     | タチアナ・ナフカ/ ロマン・コストマロフ             | 4575     | エレーナ・グルシナ/ ルスラン・ゴンチャロフ       | 4125     |
| 2004–05  | タチアナ・ナフカ/ ロマン・コストマロフ             | 4925     | アルベナ・デンコヴァ/ マキシム・スタビスキー       | 4790     | タニス・ベルビン/ ベンジャミン・アゴスト         | 4400     |
| 2005–06  | タチアナ・ナフカ/ ロマン・コストマロフ             | 4960     | タニス・ベルビン/ ベンジャミン・アゴスト           | 4490     | アルベナ・デンコヴァ/ マキシム・スタビスキー     | 4455     |
| 2006–07  | マリー＝フランス・デュブレイユ/ パトリス・ローゾン | 4570     | アルベナ・デンコヴァ/ マキシム・スタビスキー       | 4465     | オクサナ・ドムニナ/ マキシム・シャバリン         | 4100     |
| 2007–08  | イザベル・ドロベル/ オリヴィエ・シェーンフェルダー | 4316     | オクサナ・ドムニナ/ マキシム・シャバリン           | 4125     | タニス・ベルビン/ ベンジャミン・アゴスト         | 3727     |
| 2008–09  | オクサナ・ドムニナ/ マキシム・シャバリン           | 4589     | イザベル・ドロベル/ オリヴィエ・シェーンフェルダー | 4319     | タニス・ベルビン/ ベンジャミン・アゴスト         | 3795     |
| 2009–10  | メリル・デイヴィス/ チャーリー・ホワイト           | 4453     | オクサナ・ドムニナ/ マキシム・シャバリン           | 4132     | テッサ・ヴァーチュ/ スコット・モイア             | 3980     |
| 2010–11  | メリル・デイヴィス/ チャーリー・ホワイト           | 4984     | ナタリー・ペシャラ/ ファビアン・ブルザ             | 4378     | シネイド・ケアー/ ジョン・ケアー                 | 3422     |
| 2011–12  | メリル・デイヴィス/ チャーリー・ホワイト           | 5015     | ナタリー・ペシャラ/ ファビアン・ブルザ             | 4569     | テッサ・ヴァーチュ/ スコット・モイア             | 4434     |
| 2012–13  | メリル・デイヴィス/ チャーリー・ホワイト           | 4840     | テッサ・ヴァーチュ/ スコット・モイア               | 4770     | ナタリー・ペシャラ/ ファビアン・ブルザ           | 4231     |
| 2013–14  | メリル・デイヴィス/ チャーリー・ホワイト           | 5210     | テッサ・ヴァーチュ/ スコット・モイア               | 4929     | エカテリーナ・ボブロワ/ ドミトリー・ソロビエフ   | 4127     |
| 2014–15  | ケイトリン・ウィーバー/ アンドリュー・ポジェ       | 4837     | マディソン・チョック/ エヴァン・ベイツ             | 4432     | メリル・デイヴィス/ チャーリー・ホワイト         | 4330     |
| 2015–16  | マディソン・チョック/ エヴァン・ベイツ             | 5020     | ケイトリン・ウィーバー/ アンドリュー・ポジェ       | 4917     | マイア・シブタニ/ アレックス・シブタニ           | 4636     |
| 2016–17  | マディソン・チョック/ エヴァン・ベイツ             | 4853     | マイア・シブタニ/ アレックス・シブタニ             | 4754     | ガブリエラ・パパダキス/ ギヨーム・シゼロン       | 4344     |
| 2017–18  | テッサ・ヴァーチュ/ スコット・モイア               | 5320     | ガブリエラ・パパダキス/ ギヨーム・シゼロン         | 4900     | マディソン・ハベル/ ザカリー・ダナヒュー         | 4600     |
| 2018–19  | マディソン・ハベル/ ザカリー・ダナヒュー           | 5202     | ガブリエラ・パパダキス/ ギヨーム・シゼロン         | 4804     | テッサ・ヴァーチュ/ スコット・モイア             | 4510     |
| 2019–20  | ヴィクトリヤ・シニツィナ/ ニキータ・カツァラポフ   | 4642     | マディソン・ハベル/ ザカリー・ダナヒュー           | 4494     | ガブリエラ・パパダキス/ ギヨーム・シゼロン       | 4410     |
| 2020–21  | ヴィクトリヤ・シニツィナ/ ニキータ・カツァラポフ   | 4178     | マディソン・ハベル/ ザカリー・ダナヒュー           | 3858     | パイパー・ギレス/ ポール・ポワリエ               | 3827     |
| 2021–22  | マディソン・チョック/ エヴァン・ベイツ             | 4013     | マディソン・ハベル/ ザカリー・ダナヒュー           | 3904     | ヴィクトリヤ・シニツィナ/ ニキータ・カツァラポフ | 3900     |
| 2022–23  | シャルレーヌ・ギニャール/ マルコ・ファッブリ       | 4623     | マディソン・チョック/ エヴァン・ベイツ             | 4282     | ライラ・フィアー/ ルイス・ギブソン               | 4157     |

## 歴代シーズン世界ランキング

### 男子シングル
| シーズン | 1位                      | 1位      | 2位                      | 2位      | 3位                        | 3位      |
| シーズン | 選手名                   | ポイント | 選手名                   | ポイント | 選手名                     | ポイント |
| -------- | ------------------------ | -------- | ------------------------ | -------- | -------------------------- | -------- |
| 2010–11  | パトリック・チャン       | 2400     | 小塚崇彦                 | 2128     | アルトゥール・ガチンスキー | 1921     |
| 2011–12  | パトリック・チャン       | 2400     | 羽生結弦                 | 2205     | 髙橋大輔                   | 2200     |
| 2012–13  | パトリック・チャン       | 2248     | 羽生結弦                 | 2245     | ハビエル・フェルナンデス   | 2158     |
| 2013–14  | 羽生結弦                 | 2610     | 町田樹                   | 2313     | パトリック・チャン         | 2200     |
| 2014–15  | ハビエル・フェルナンデス | 2320     | 羽生結弦                 | 2240     | セルゲイ・ボロノフ         | 2207     |
| 2015–16  | 羽生結弦                 | 2530     | ハビエル・フェルナンデス | 2320     | 宇野昌磨                   | 1884     |
| 2016–17  | 羽生結弦                 | 2700     | 宇野昌磨                 | 2428     | ネイサン・チェン           | 2220     |
| 2017–18  | ネイサン・チェン         | 2700     | ミハイル・コリヤダ       | 2539     | 宇野昌磨                   | 2500     |
| 2018–19  | ネイサン・チェン         | 2400     | 宇野昌磨                 | 2295     | 羽生結弦                   | 2180     |
| 2019–20  | 羽生結弦                 | 2260     | ドミトリー・アリエフ     | 2242     | 金博洋                     | 1837     |
| 2020–21  | ネイサン・チェン         | 1200     | 鍵山優真                 | 1080     | 羽生結弦                   | 972      |
| 2021–22  | ヴィンセント・ジョウ     | 2282     | 鍵山優真                 | 2130     | 宇野昌磨                   | 1960     |
| 2022–23  | 宇野昌磨                 | 2400     | イリア・マリニン         | 2320     | チャ・ジュンファン         | 2298     |

### 女子シングル
| シーズン | 1位                            | 1位      | 2位                            | 2位      | 3位                        | 3位      |
| シーズン | 選手名                         | ポイント | 選手名                         | ポイント | 選手名                     | ポイント |
| -------- | ------------------------------ | -------- | ------------------------------ | -------- | -------------------------- | -------- |
| 2010–11  | カロリーナ・コストナー         | 2342     | 安藤美姫                       | 2125     | アリッサ・シズニー         | 1987     |
| 2011–12  | カロリーナ・コストナー         | 2650     | 鈴木明子                       | 2092     | アリョーナ・レオノワ       | 2088     |
| 2012–13  | 浅田真央                       | 2172     | アシュリー・ワグナー           | 1907     | 鈴木明子                   | 1764     |
| 2013–14  | ユリア・リプニツカヤ           | 2450     | 浅田真央                       | 2400     | アデリナ・ソトニコワ       | 2085     |
| 2014–15  | エリザベータ・トゥクタミシェワ | 3000     | エレーナ・ラジオノワ           | 2092     | 宮原知子                   | 2028     |
| 2015–16  | エフゲニア・メドベージェワ     | 2700     | 宮原知子                       | 2260     | アシュリー・ワグナー       | 2063     |
| 2016–17  | エフゲニア・メドベージェワ     | 2400     | ケイトリン・オズモンド         | 2323     | アンナ・ポゴリラヤ         | 2047     |
| 2017–18  | アリーナ・ザギトワ             | 2700     | ケイトリン・オズモンド         | 2548     | 樋口新葉                   | 2432     |
| 2018–19  | 紀平梨花                       | 2625     | アリーナ・ザギトワ             | 2620     | 宮原知子                   | 2131     |
| 2019–20  | アリョーナ・コストルナヤ       | 2340     | 紀平梨花                       | 2333     | アンナ・シェルバコワ       | 2176     |
| 2020–21  | アンナ・シェルバコワ           | 1200     | エリザベータ・トゥクタミシェワ | 1080     | アレクサンドラ・トゥルソワ | 972      |
| 2021–22  | アンナ・シェルバコワ           | 2225     | アリサ・リュウ                 | 2126     | 坂本花織                   | 2117     |
| 2022–23  | 坂本花織                       | 2645     | イザボー・レヴィト             | 2505     | ルナ・ヘンドリックス       | 2320     |

### ペア
| シーズン | 1位                                                | 1位      | 2位                                                    | 2位      | 3位                                                  | 3位      |
| シーズン | 選手名                                             | ポイント | 選手名                                                 | ポイント | 選手名                                               | ポイント |
| -------- | -------------------------------------------------- | -------- | ------------------------------------------------------ | -------- | ---------------------------------------------------- | -------- |
| 2010–11  | アリオナ・サフチェンコ/ ロビン・ゾルコーヴィ       | 2400     | 龐清/ 佟健                                             | 2092     | ベラ・バザロワ/ ユーリ・ラリオノフ                   | 1922     |
| 2011–12  | タチアナ・ボロソジャル/ マキシム・トランコフ       | 2700     | アリオナ・サフチェンコ/ ロビン・ゾルコーヴィ           | 2400     | 高橋成美/ マーヴィン・トラン                         | 1804     |
| 2012–13  | タチアナ・ボロソジャル/ マキシム・トランコフ       | 2650     | カーステン・ムーア＝タワーズ/ ディラン・モスコビッチ   | 2010     | メーガン・デュハメル/ エリック・ラドフォード         | 1915     |
| 2013–14  | タチアナ・ボロソジャル/ マキシム・トランコフ       | 2570     | アリオナ・サフチェンコ/ ロビン・ゾルコーヴィ           | 2400     | カーステン・ムーア＝タワーズ/ ディラン・モスコビッチ | 1957     |
| 2014–15  | メーガン・デュハメル/ エリック・ラドフォード       | 2700     | 隋文静/ 韓聰                                           | 2088     | 川口悠子/ アレクサンドル・スミルノフ                 | 2012     |
| 2015–16  | クセニヤ・ストルボワ/ ヒョードル・クリモフ         | 2375     | メーガン・デュハメル/ エリック・ラドフォード           | 2320     | アレクサ・シメカ・クニエリム/ クリス・クニエリム     | 2010     |
| 2016–17  | エフゲーニヤ・タラソワ/ ウラジミール・モロゾフ     | 2432     | アリオナ・サフチェンコ/ ブリュノ・マッソ               | 2180     | メーガン・デュハメル/ エリック・ラドフォード         | 2104     |
| 2017–18  | アリオナ・サフチェンコ/ ブリュノ・マッソ           | 2670     | エフゲーニヤ・タラソワ/ ウラジミール・モロゾフ         | 2305     | メーガン・デュハメル/ エリック・ラドフォード         | 2290     |
| 2018–19  | エフゲーニヤ・タラソワ/ ウラジミール・モロゾフ     | 2428     | ヴァネッサ・ジェームス/ モルガン・シプレ               | 2340     | ナタリア・ザビアコ/ アレクサンドル・エンベルト       | 2255     |
| 2019–20  | 彭程/ 金楊                                         | 2119     | 隋文静/ 韓聰                                           | 2040     | カーステン・ムーア＝タワーズ/ マイケル・マリナロ     | 1865     |
| 2020–21  | アナスタシヤ・ミーシナ/ アレクサンドル・ガリャモフ | 1200     | 隋文静/ 韓聰                                           | 1080     | アレクサンドラ・ボイコワ/ ドミトリー・コズロフスキー | 972      |
| 2021–22  | エフゲーニヤ・タラソワ/ ウラジミール・モロゾフ     | 2410     | アレクサ・シメカ・クニエリム/ ブランドン・フレイジャー | 2291     | アナスタシヤ・ミーシナ/ アレクサンドル・ガリャモフ   | 2072     |
| 2022–23  | サラ・コンティ/ ニッコロ・マチー                   | 2480     | 三浦璃来/ 木原龍一                                     | 2400     | レベッカ・ギラルディ/ フィリッポ・アンブロジーニ     | 2251     |

### アイスダンス
| シーズン | 1位                                              | 1位      | 2位                                              | 2位      | 3位                                            | 3位      |
| シーズン | 選手名                                           | ポイント | 選手名                                           | ポイント | 選手名                                         | ポイント |
| -------- | ------------------------------------------------ | -------- | ------------------------------------------------ | -------- | ---------------------------------------------- | -------- |
| 2010–11  | ナタリー・ペシャラ/ ファビアン・ブルザ           | 2495     | メリル・デイヴィス/ チャーリー・ホワイト         | 2400     | マイア・シブタニ/ アレックス・シブタニ         | 1784     |
| 2011–12  | テッサ・ヴァーチュ/ スコット・モイア             | 2570     | メリル・デイヴィス/ チャーリー・ホワイト         | 2280     | ナタリー・ペシャラ/ ファビアン・ブルザ         | 1980     |
| 2012–13  | メリル・デイヴィス/ チャーリー・ホワイト         | 2400     | テッサ・ヴァーチュ/ スコット・モイア             | 2200     | エカテリーナ・ボブロワ/ ドミトリー・ソロビエフ | 2107     |
| 2013–14  | メリル・デイヴィス/ チャーリー・ホワイト         | 2650     | テッサ・ヴァーチュ/ スコット・モイア             | 2450     | ケイトリン・ウィーバー/ アンドリュー・ポジェ   | 2190     |
| 2014–15  | ガブリエラ・パパダキス/ ギヨーム・シゼロン       | 2548     | ケイトリン・ウィーバー/ アンドリュー・ポジェ     | 2472     | マディソン・チョック/ エヴァン・ベイツ         | 2470     |
| 2015–16  | マディソン・チョック/ エヴァン・ベイツ           | 2392     | マイア・シブタニ/ アレックス・シブタニ           | 2306     | ケイトリン・ウィーバー/ アンドリュー・ポジェ   | 2287     |
| 2016–17  | テッサ・ヴァーチュ/ スコット・モイア             | 2700     | エカテリーナ・ボブロワ/ ドミトリー・ソロビエフ   | 2370     | ガブリエラ・パパダキス/ ギヨーム・シゼロン     | 2200     |
| 2017–18  | ガブリエラ・パパダキス/ ギヨーム・シゼロン       | 2700     | テッサ・ヴァーチュ/ スコット・モイア             | 2620     | マディソン・ハベル/ ザカリー・ダナヒュー       | 2323     |
| 2018–19  | マディソン・ハベル/ ザカリー・ダナヒュー         | 2472     | ヴィクトリヤ・シニツィナ/ ニキータ・カツァラポフ | 2460     | シャルレーヌ・ギニャール/ マルコ・ファッブリ   | 2288     |
| 2019–20  | マディソン・チョック/ エヴァン・ベイツ           | 2520     | ヴィクトリヤ・シニツィナ/ ニキータ・カツァラポフ | 2012     | パイパー・ギレス/ ポール・ポワリエ             | 1981     |
| 2020–21  | ヴィクトリヤ・シニツィナ/ ニキータ・カツァラポフ | 1200     | マディソン・ハベル/ ザカリー・ダナヒュー         | 1080     | パイパー・ギレス/ ポール・ポワリエ             | 972      |
| 2021–22  | ガブリエラ・パパダキス/ ギヨーム・シゼロン       | 2300     | シャルレーヌ・ギニャール/ マルコ・ファッブリ     | 2195     | マディソン・ハベル/ ザカリー・ダナヒュー       | 2090     |
| 2022–23  | シャルレーヌ・ギニャール/ マルコ・ファッブリ     | 2428     | ライラ・フィアー/ ルイス・ギブソン               | 2418     | マディソン・チョック/ エヴァン・ベイツ         | 2320     |

## 歴代シーズンベストスコア

### 男子シングル
| シーズン | 1位                      | 1位    | 2位                      | 2位    | 3位                      | 3位    |
| シーズン | 選手名                   | スコア | 選手名                   | スコア | 選手名                   | スコア |
| -------- | ------------------------ | ------ | ------------------------ | ------ | ------------------------ | ------ |
| 2006–07  | 髙橋大輔                 | 247.93 | 織田信成                 | 244.56 | ブライアン・ジュベール   | 240.85 |
| 2007–08  | 髙橋大輔                 | 264.41 | ジェフリー・バトル       | 245.17 | ステファン・ランビエール | 239.10 |
| 2008–09  | パトリック・チャン       | 249.19 | エヴァン・ライサチェク   | 242.23 | ジェレミー・アボット     | 237.72 |
| 2009–10  | 髙橋大輔                 | 257.70 | エヴァン・ライサチェク   | 257.67 | エフゲニー・プルシェンコ | 256.36 |
| 2010–11  | パトリック・チャン       | 280.98 | 小塚崇彦                 | 258.41 | 髙橋大輔                 | 244.00 |
| 2011–12  | 髙橋大輔                 | 276.72 | パトリック・チャン       | 273.94 | エフゲニー・プルシェンコ | 261.23 |
| 2012–13  | ハビエル・フェルナンデス | 274.87 | 髙橋大輔                 | 269.40 | パトリック・チャン       | 267.78 |
| 2013–14  | パトリック・チャン       | 295.27 | 羽生結弦                 | 293.25 | 町田樹                   | 282.26 |
| 2014–15  | デニス・テン             | 289.46 | 羽生結弦                 | 288.58 | ハビエル・フェルナンデス | 273.90 |
| 2015–16  | 羽生結弦                 | 330.43 | ハビエル・フェルナンデス | 314.93 | パトリック・チャン       | 290.21 |
| 2016–17  | 羽生結弦                 | 321.59 | 宇野昌磨                 | 319.31 | ネイサン・チェン         | 307.46 |
| 2017–18  | ネイサン・チェン         | 321.40 | 宇野昌磨                 | 319.84 | 羽生結弦                 | 317.85 |
| 2018–19  | ネイサン・チェン         | 323.42 | 羽生結弦                 | 300.97 | ヴィンセント・ジョウ     | 299.01 |
| 2019–20  | ネイサン・チェン         | 335.30 | 羽生結弦                 | 322.59 | ケヴィン・エイモズ       | 275.63 |
| 2020–21  | ネイサン・チェン         | 320.88 | 羽生結弦                 | 300.88 | 鍵山優真                 | 291.77 |
| 2021–22  | ネイサン・チェン         | 332.60 | 宇野昌磨                 | 312.48 | 鍵山優真                 | 310.05 |
| 2022–23  | 宇野昌磨                 | 304.46 | チャ・ジュンファン       | 296.03 | イリア・マリニン         | 288.44 |

### 女子シングル
| シーズン | 1位                            | 1位    | 2位                            | 2位    | 3位                            | 3位    |
| シーズン | 選手名                         | スコア | 選手名                         | スコア | 選手名                         | スコア |
| -------- | ------------------------------ | ------ | ------------------------------ | ------ | ------------------------------ | ------ |
| 2006–07  | 浅田真央                       | 199.52 | 安藤美姫                       | 195.09 | 金妍兒                         | 186.14 |
| 2007–08  | 金妍兒                         | 197.20 | 浅田真央                       | 193.25 | カロリーナ・コストナー         | 184.68 |
| 2008–09  | 金妍兒                         | 207.71 | 浅田真央                       | 201.87 | ジョアニー・ロシェット         | 191.29 |
| 2009–10  | 金妍兒                         | 228.56 | 浅田真央                       | 205.50 | ジョアニー・ロシェット         | 202.64 |
| 2010–11  | 安藤美姫                       | 201.34 | 浅田真央                       | 196.30 | 金妍兒                         | 194.50 |
| 2011–12  | アシュリー・ワグナー           | 192.41 | カロリーナ・コストナー         | 189.94 | 浅田真央                       | 188.62 |
| 2012–13  | 金妍兒                         | 218.31 | 浅田真央                       | 205.45 | 鈴木明子                       | 199.58 |
| 2013–14  | アデリナ・ソトニコワ           | 224.59 | 金妍兒                         | 219.11 | カロリーナ・コストナー         | 216.73 |
| 2014–15  | エリザベータ・トゥクタミシェワ | 210.40 | エレーナ・ラジオノワ           | 209.54 | グレイシー・ゴールド           | 195.55 |
| 2015–16  | エフゲニア・メドベージェワ     | 223.86 | アシュリー・ワグナー           | 215.39 | 宮原知子                       | 214.91 |
| 2016–17  | エフゲニア・メドベージェワ     | 241.31 | 宮原知子                       | 218.33 | 三原舞依                       | 218.27 |
| 2017–18  | アリーナ・ザギトワ             | 239.57 | エフゲニア・メドベージェワ     | 238.26 | ケイトリン・オズモンド         | 231.02 |
| 2018–19  | アリーナ・ザギトワ             | 238.43 | エリザベータ・トゥクタミシェワ | 234.43 | 紀平梨花                       | 233.12 |
| 2019–20  | アリョーナ・コストルナヤ       | 247.59 | アレクサンドラ・トゥルソワ     | 241.02 | アンナ・シェルバコワ           | 240.92 |
| 2020–21  | アンナ・シェルバコワ           | 241.65 | 坂本花織                       | 228.07 | エリザベータ・トゥクタミシェワ | 226.58 |
| 2021–22  | カミラ・ワリエワ               | 272.71 | アンナ・シェルバコワ           | 255.95 | アレクサンドラ・トゥルソワ     | 251.73 |
| 2022–23  | イ・ヘイン                     | 225.47 | 坂本花織                       | 224.61 | 島田麻央                       | 224.54 |

### ペア
| シーズン | 1位                                                  | 1位    | 2位                                                | 2位    | 3位                                                  | 3位    |
| シーズン | 選手名                                               | スコア | 選手名                                             | スコア | 選手名                                               | スコア |
| -------- | ---------------------------------------------------- | ------ | -------------------------------------------------- | ------ | ---------------------------------------------------- | ------ |
| 2004–05  | 申雪/ 趙宏博                                         | 206.54 | タチアナ・トトミアニナ/ マキシム・マリニン         | 198.49 | マリア・ペトロワ/ アレクセイ・ティホノフ             | 188.21 |
| 2005–06  | タチアナ・トトミアニナ/ マキシム・マリニン           | 204.48 | 張丹/ 張昊                                         | 189.73 | 龐清/ 佟健                                           | 189.20 |
| 2006–07  | 申雪/ 趙宏博                                         | 203.50 | アリオナ・サフチェンコ/ ロビン・ゾルコーヴィ       | 199.39 | 張丹/ 張昊                                           | 190.97 |
| 2007–08  | アリオナ・サフチェンコ/ ロビン・ゾルコーヴィ         | 202.86 | 張丹/ 張昊                                         | 197.82 | ジェシカ・デュベ/ ブライス・デイヴィソン             | 192.78 |
| 2008–09  | アリオナ・サフチェンコ/ ロビン・ゾルコーヴィ         | 203.48 | 龐清/ 佟健                                         | 194.94 | 張丹/ 張昊                                           | 193.82 |
| 2009–10  | 申雪/ 趙宏博                                         | 216.57 | 龐清/ 佟健                                         | 213.31 | 川口悠子/ アレクサンドル・スミルノフ                 | 213.15 |
| 2010–11  | アリオナ・サフチェンコ/ ロビン・ゾルコーヴィ         | 217.85 | タチアナ・ボロソジャル/ マキシム・トランコフ       | 210.73 | 龐清/ 佟健                                           | 204.12 |
| 2011–12  | アリオナ・サフチェンコ/ ロビン・ゾルコーヴィ         | 212.26 | タチアナ・ボロソジャル/ マキシム・トランコフ       | 212.08 | 隋文静/ 韓聰                                         | 201.83 |
| 2012–13  | タチアナ・ボロソジャル/ マキシム・トランコフ         | 225.71 | アリオナ・サフチェンコ/ ロビン・ゾルコーヴィ       | 205.56 | メーガン・デュハメル/ エリック・ラドフォード         | 204.56 |
| 2013–14  | タチアナ・ボロソジャル/ マキシム・トランコフ         | 237.71 | アリオナ・サフチェンコ/ ロビン・ゾルコーヴィ       | 227.03 | クセニヤ・ストルボワ/ ヒョードル・クリモフ           | 218.68 |
| 2014–15  | メーガン・デュハメル/ エリック・ラドフォード         | 221.53 | 隋文静/ 韓聰                                       | 214.12 | クセニヤ・ストルボワ/ ヒョードル・クリモフ           | 213.72 |
| 2015–16  | メーガン・デュハメル/ エリック・ラドフォード         | 231.99 | クセニヤ・ストルボワ/ ヒョードル・クリモフ         | 229.44 | 隋文静/ 韓聰                                         | 224.47 |
| 2016–17  | 隋文静/ 韓聰                                         | 232.06 | アリオナ・サフチェンコ/ ブリュノ・マッソ           | 230.30 | エフゲーニヤ・タラソワ/ ウラジミール・モロゾフ       | 227.58 |
| 2017–18  | アリオナ・サフチェンコ/ ブリュノ・マッソ             | 245.84 | 隋文静/ 韓聰                                       | 235.47 | メーガン・デュハメル/ エリック・ラドフォード         | 230.15 |
| 2018–19  | 隋文静/ 韓聰                                         | 234.84 | エフゲーニヤ・タラソワ/ ウラジミール・モロゾフ     | 228.47 | ヴァネッサ・ジェームス/ モルガン・シプレ             | 226.00 |
| 2019–20  | アレクサンドラ・ボイコワ/ ドミトリー・コズロフスキー | 234.58 | 隋文静/ 韓聰                                       | 228.37 | エフゲーニヤ・タラソワ/ ウラジミール・モロゾフ       | 216.77 |
| 2020–21  | アナスタシヤ・ミーシナ/ アレクサンドル・ガリャモフ   | 227.59 | 隋文静/ 韓聰                                       | 225.71 | アレクサンドラ・ボイコワ/ ドミトリー・コズロフスキー | 217.63 |
| 2021–22  | 隋文静/ 韓聰                                         | 239.88 | アナスタシヤ・ミーシナ/ アレクサンドル・ガリャモフ | 239.82 | エフゲーニヤ・タラソワ/ ウラジミール・モロゾフ       | 239.25 |
| 2022–23  | アレクサ・クニエリム/ ブランドン・フレイジャー       | 230.12 | 三浦璃来/ 木原龍一                                 | 224.16 | サラ・コンティ/ ニッコロ・マチー                     | 208.08 |

### アイスダンス
| シーズン | 1位                                              | 1位    | 2位                                              | 2位    | 3位                                              | 3位    |
| シーズン | 選手名                                           | スコア | 選手名                                           | スコア | 選手名                                           | スコア |
| -------- | ------------------------------------------------ | ------ | ------------------------------------------------ | ------ | ------------------------------------------------ | ------ |
| 2008–09  | オクサナ・ドムニナ/ マキシム・シャバリン         | 206.30 | タニス・ベルビン/ ベンジャミン・アゴスト         | 205.08 | テッサ・ヴァーチュ/ スコット・モイア             | 200.40 |
| 2009–10  | テッサ・ヴァーチュ/ スコット・モイア             | 224.43 | メリル・デイヴィス/ チャーリー・ホワイト         | 223.03 | オクサナ・ドムニナ/ マキシム・シャバリン         | 207.64 |
| 2010–11  | メリル・デイヴィス/ チャーリー・ホワイト         | 185.27 | テッサ・ヴァーチュ/ スコット・モイア             | 181.79 | ナタリー・ペシャラ/ ファビアン・ブルザ           | 167.40 |
| 2011–12  | メリル・デイヴィス/ チャーリー・ホワイト         | 188.55 | テッサ・ヴァーチュ/ スコット・モイア             | 183.34 | ナタリー・ペシャラ/ ファビアン・ブルザ           | 173.18 |
| 2012–13  | メリル・デイヴィス/ チャーリー・ホワイト         | 189.56 | テッサ・ヴァーチュ/ スコット・モイア             | 185.04 | ナタリー・ペシャラ/ ファビアン・ブルザ           | 170.18 |
| 2013–14  | メリル・デイヴィス/ チャーリー・ホワイト         | 195.52 | テッサ・ヴァーチュ/ スコット・モイア             | 190.99 | エレーナ・イリニフ/ ニキータ・カツァラポフ       | 183.48 |
| 2014–15  | ガブリエラ・パパダキス/ ギヨーム・シゼロン       | 184.28 | ケイトリン・ウィーバー/ アンドリュー・ポジェ     | 182.93 | マディソン・チョック/ エヴァン・ベイツ           | 181.34 |
| 2015–16  | ガブリエラ・パパダキス/ ギヨーム・シゼロン       | 194.46 | マイア・シブタニ/ アレックス・シブタニ           | 188.43 | マディソン・チョック/ エヴァン・ベイツ           | 185.77 |
| 2016–17  | テッサ・ヴァーチュ/ スコット・モイア             | 198.62 | ガブリエラ・パパダキス/ ギヨーム・シゼロン       | 196.04 | マイア・シブタニ/ アレックス・シブタニ           | 191.85 |
| 2017–18  | ガブリエラ・パパダキス/ ギヨーム・シゼロン       | 207.20 | テッサ・ヴァーチュ/ スコット・モイア             | 206.07 | マディソン・ハベル/ ザカリー・ダナヒュー         | 196.64 |
| 2018–19  | ガブリエラ・パパダキス/ ギヨーム・シゼロン       | 223.13 | ヴィクトリヤ・シニツィナ/ ニキータ・カツァラポフ | 215.20 | マディソン・ハベル/ ザカリー・ダナヒュー         | 210.40 |
| 2019–20  | ガブリエラ・パパダキス/ ギヨーム・シゼロン       | 226.61 | ヴィクトリヤ・シニツィナ/ ニキータ・カツァラポフ | 220.42 | マディソン・チョック/ エヴァン・ベイツ           | 213.18 |
| 2020–21  | ヴィクトリヤ・シニツィナ/ ニキータ・カツァラポフ | 221.17 | マディソン・ハベル/ ザカリー・ダナヒュー         | 214.71 | パイパー・ギレス/ ポール・ポワリエ               | 214.35 |
| 2021–22  | ガブリエラ・パパダキス/ ギヨーム・シゼロン       | 229.82 | マディソン・ハベル/ ザカリー・ダナヒュー         | 222.39 | ヴィクトリヤ・シニツィナ/ ニキータ・カツァラポフ | 220.51 |
| 2022–23  | マディソン・チョック/ エヴァン・ベイツ           | 232.32 | シャルレーヌ・ギニャール/ マルコ・ファッブリ     | 223.24 | パイパー・ギレス/ ポール・ポワリエ               | 219.49 |

## 参照
- ISU World Standings for Figure Skating and Ice Dancing
- ISU Communication No. 1629
- ISUフィギュアスケート世界ランキング 及び シーズン世界ランキング
- ISUフィギュアスケートパーソナルベストスコア 及び シーズンベストスコア